# 쓰쓰미 슌스케
쓰쓰미 슌스케(일본어: 堤 俊輔, 1987년 6월 8일 ~ )는 일본의 전 축구 선수이다.

## 구단 경력
그는 2006년부터 2019년까지 J리그의 우라와 레즈, 로아소 구마모토, 도치기 SC, 아비스파 후쿠오카, 가고시마 유나이티드 FC에서 활동하였다.